# Manuel Felipe Tovar
Pour les articles homonymes, voir Tovar.
Manuel Felipe Tovar (né le 1er janvier 1803 à Caracas et mort le 21 février 1866 en France) est un homme d'État vénézuélien du XIXe siècle.

## Biographie
Manuel Felipe Tovar est le président du Venezuela du 2 août 1859 au 20 mai 1861.